# Józef Niewęgłowski
Józef Niewęgłowski (ur. 19 marca 1910 w Warszawie, zm. 21 stycznia 2002 w Gdyni) – polski aktor teatralny i filmowy.

## Życiorys
Aktorstwem zaczął parać się po II wojnie światowej, kiedy to w 1947 roku zdał egzamin aktorski. Już wcześniej grał w Teatrze Polskim w Poznaniu (1945-1946) oraz Teatrze im. Juliusza Słowackiego w Krakowie (1947). W kolejnych latach przez większość kariery był związany z teatrami trójmiejskimi: z Teatrem Wybrzeże w Gdańsku, gdzie występował w 1947 roku oraz w latach 1949-1952, 1955-1958 i 1962-1972 oraz z Teatrem Dramatycznym (do 1974 - Ziemi Gdańskiej) w Gdyni (1973-1985). W tym okresie, w latach 1952-1954 grał również w Teatrze Domu Wojska Polskiego w Warszawie. Wystąpił także w czterech przedstawieniach Teatru Telewizji (1951-1973) oraz pięciu audycjach Teatru Polskiego Radia (1977).
W uznaniu swych zasług otrzymał Srebrny Krzyż Zasługi (1957), Odznakę „Zasłużony Działacz Kultury” (1982), Odznakę „Zasłużonym Ziemi Gdańskiej” (1982), a w 1978 roku został odznaczony medalem "Sprawiedliwy wśród Narodów Świata". Pochowano go na Cmentarzu Witomińskim w Gdyni.

## Filmografia
- Młodość Chopina (1952) - Dominik Alojzy Magnuszewski
- Kaszëbë (1978)

Źródłó: